# Carsten Rühl
Carsten Rühl (* 16. Juli 1970 in Berlin) ist ein deutscher Basketballfunktionär.

## Leben
Rühl, der selbst aktiv Basketball spielte, durchlief ein Lehre zum Werbekaufmann und arbeitete anschließend im Bereich Vermarktung. Zu Jahresbeginn 1998 wechselte er zur Hamburger Werbe- und Vermarktungsagentur Ballyhoo, dem Unternehmen von Jens Holtkötter, „Macher“ der Basketballmannschaft BCJ Hamburg. Bei Ballyhoo stieg Rühl zum Geschäftsführer auf. Im Januar 1999 wurde er hauptamtlicher Manager des BCJ Hamburg, der im Frühjahr 1999 in die Bundesliga aufstieg. Im März 2000 kam es zur Trennung.
Von Juli 2001 bis Februar 2008 war Rühl beim Bundesligisten Alba Berlin für die Vermarktung zuständig. Die Berliner Mannschaft hatte er während seiner Hamburger Amtszeit als Vorbild des BCJ bezeichnet. 2017 gründete er zusammen mit Carsten Kerner HCN Human Care Network, eine gemeinnützige Gesellschaft, die Hilfsprojekte durchführt und unterstützt.